# Roger Revelle Medal
Die Roger Revelle Medal ist eine Auszeichnung der American Geophysical Union und wird jährlich vergeben. Mit der Medaille wird der Empfänger für herausragende Beiträge in den Bereichen Atmosphärenwissenschaft, Atmosphären-Ozean-Koppelung, biochemische Kreisläufe, Klimatologie und dazu verwandte Themengebiete, geehrt.
Die Roger Revelle Medal wurde im Jahr 1991 etabliert und nach Roger Revelle benannt, der bedeutende Beiträge zum Verständnis des menschengemachten Klimawandels lieferte. Revelle verbesserte das Verständnis in den Bereichen Klimatologie, insbesondere im Hinblick auf das Gleichgewicht zwischen atmosphärischem CO2 und der Konzentration von Kohlensäure in den Ozeanen und den daraus resultierenden Konsequenzen für den menschengemachten Klimawandel.
Auch die UNESCO vergibt – zusammen mit der Roger Revelle Memorial Lecture – eine Roger Revelle Medal.

## Preisträger
- 1992 – Edward N. Lorenz
- 1993 – Syukuro Manabe
- 1994 – F. Sherwood Rowland
- 1995 – Wallace Broecker
- 1996 – Robert E. Dickinson
- 1997 – Hans A. Oeschger
- 1998 – Harold S. Johnston
- 1999 – John Michael Wallace
- 2000 – James R. Holton
- 2001 – James E. Hansen
- 2002 – Ralph J. Cicerone
- 2003 – Jean Jouzel
- 2004 – Inez Fung
- 2006 – John E. Kutzbach
- 2007 – Richard B. Alley
- 2008 – Michael L. Bender
- 2009 – Jorge L. Sarmiento
- 2010 – Pietr P. Tans
- 2011 – Owen Brian Toon
- 2012 – Steven C. Wofsy
- 2013 – Kuo Nan-Liou
- 2014 – Christopher Field
- 2015 – Anne M. Thompson
- 2016 – Ellen R.M. Druffel
- 2017 – Kevin E. Trenberth
- 2018 – Isaac Held
- 2019 – Eugenia Kalnay
- 2020 – Claire L. Parkinson
- 2021 – Clara Deser
- 2022 – Dennis L. Hartmann
- 2023 – Zhisheng An
- 2024 – Nicolas Gruber